# Panství Lipová

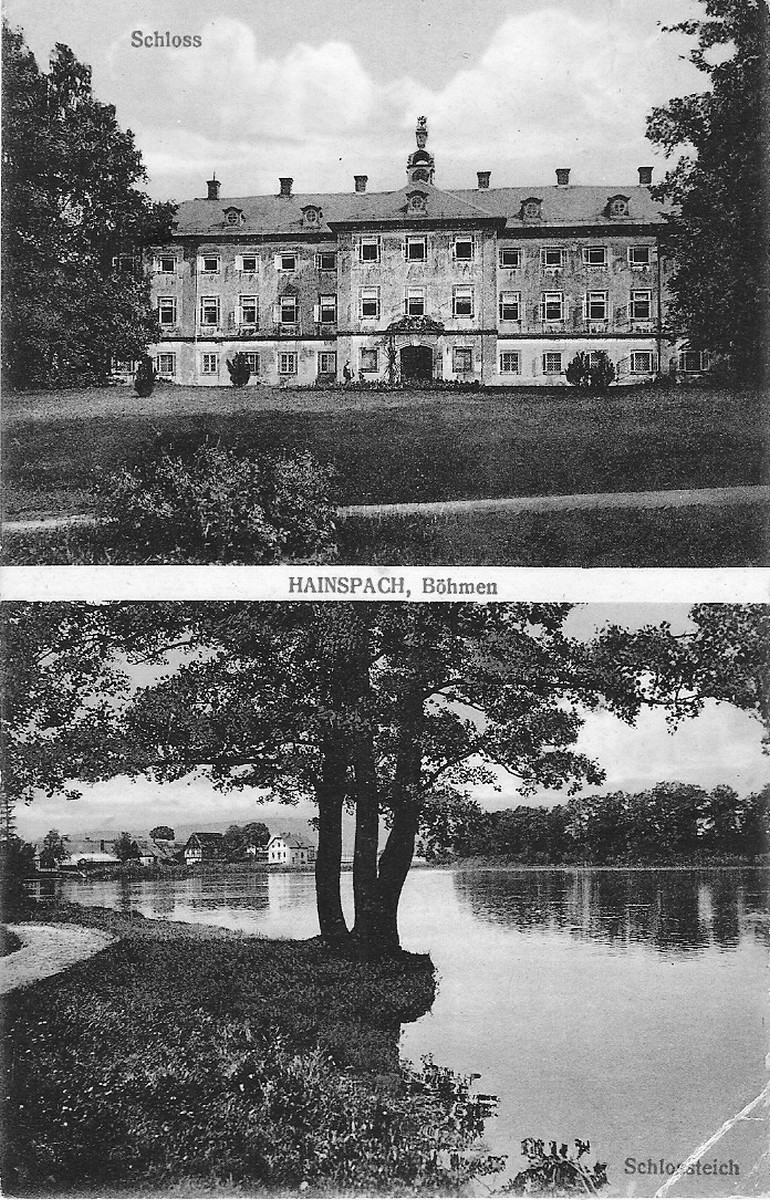
Nový zámek a Zámecký rybník v Lipové na historické pohlednici

Panství Lipová (německy Herrschaft Hainspach) se nacházelo v letech 1566–1850 v západní části Šluknovského výběžku v nejsevernější části Česka. Sídlem vrchnosti byl nejprve starý zámek v Lipové, který od roku 1739 nahradil nový zámek. Samostatné panství vzniklo roku 1566 dělením majetku Jiřího ze Šlejnic († 1565) mezi jeho čtyři syny. Za Schleinitzů se panství hospodářsky dařilo a ze sousedního Saska na něj pronikala reformace. Protože se Schleinitzové zadlužili, museli své statky prodat Radslavu Kinskému staršímu (1550–1619).
Období prosperity přerušila třicetiletá válka, během které panství trpělo častými průchody vojsk, souvisejícími epidemiemi nemocí a hladomorem. V roce 1628 započatá rekatolizace postupovala během války pomalu. Poté, co byl Vilém Kinský (1574–1634) zavražděn kvůli účasti na spiknutí proti císaři, připadlo panství Wolfgangovi z Mansfeldu (1575–1638), majiteli sousedního panství Šluknov. Jeho syn Karl Adam z Mansfeldu (1629–1662) se po dosažení zletilosti o své statky příliš nestaral. Když zavinil tragickou smrt své ženy, utekl a roku 1662 zemřel v cizině. Za Mansfeldů ve 30. a 40. letech 17. století zde velmi tvrdě řádila švédská vojska. Po skončení války se naplno rozeběhla rekatolizace, na kterou mnoho poddaných reagovalo odchodem do sousedního Saska. Definitivně byla dokončena v 60. letech 17. století za Slavatů z Chlumu a Košumberka. Zhoršené podnebí, opakované hladomory a zvyšující se robotní povinnosti se staly příčinou selského povstání v roce 1680. Vypuklo na konci března v Brtníkách a Mikulášovicích, během několika dnů se však přidali i další sedláci z panství. Hrabě Jan Jiří Slavata z Chlumu a Košumberka (1634/37–1689) požadavky povstalců odmítl, císařští vojáci povstání potlačili a vůdci povstání skončili na popravišti.
Po nepříznivém 17. století přišlo s rodem Salm-Reifferscheidtů od roku 1696 uklidnění. Hraběnka Marie Anežka ze Salm-Reifferscheidtu (1674–1718) sice pobývala většinu času mimo panství, položila však základy pro jeho další rozvoj. Její syn Leopold Antonín ze Salm-Reifferscheidtu (1699–1769), který v Lipové po většinu života sídlil, dopomohl k výraznému hospodářskému růstu. Podporoval řemeslníky i rolníky, financoval stavbu několika kostelů, škol či špitálu. V Lipové dal v letech 1737–1739 vybudovat nový barokní zámek. V podobném duchu pokračovali i jeho potomci. Syn Jan František Václav ze Salm-Reifferscheidtu (1747–1802) nechal postavit u Brtníků lovecký zámeček Šternberk. Roku 1842 zasáhl Mikulášovice, tehdy největší vesnici panství, ničivý požár.
V důsledku správní reformy lipovské panství roku 1850 zaniklo a místo něj vznikl soudní okres Lipová, spadající pod politický okres Šluknov. Z vrchnostenského majetku se stal velkostatek Lipová. Zdejší rodová větev Salm-Reifferscheidtů vymřela roku 1889 po meči.

## Historie

### Vznik samostatného panství
Území pozdějšího lipovského panství náleželo ve vrcholném středověku k hohsteinskému panství, jež držel rod Berků z Dubé. Ti prodali roku 1443 hrad Hohnstein saským vévodům Wettinům a přesídlili na hrad Tolštejn, který se stal sídlem samostatného panství, zahrnujícího většinu Šluknovského výběžku. Berkové z Dubé drželi Tolštejn do roku 1485, kdy jej spolu s celým panstvím prodali saskému rytíři Hugoldovi ze Šlejnic († 1490). K dělení tolštejnského panství došlo roku 1566 po smrti Jiřího ze Šlejnic († 1565).

### Schleinitzové (1566–1602)

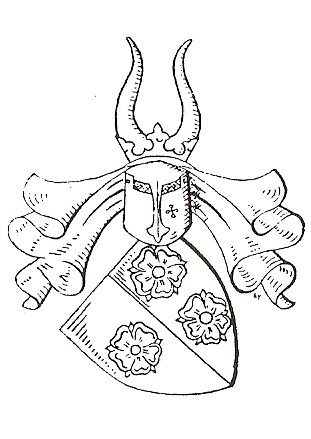
Erb rodu Schleinitzů

Lipovskou část tolštejnského panství získal Jiřího syn Hans ze Šlejnic († 1595), který se také v Lipové usídlil. K témuž roku bylo v Lipové zmiňováno šlechtické sídlo – starý zámek. Hans ze Šlejnic nedržel panství dlouho, protože již roku 1571 je prodal svým strýcům a odstěhoval se do hornolužického Budyšína, kde působil ve funkci zemského správce. Protože podporoval reformaci, povolal na své panství luterského kněze. Jelikož k luterství byl tolerantní již jeho otec Jiří, hlásila se v době vzniku samostatného lipovského panství převážná většina obyvatel k protestantské víře. Po roce 1571 drželi panství společně Abraham († 1594), Kryštof († 1601) a Hanshugold ze Šlejnic. Ti se postupně zadlužili, takže Hanshugold s Kryštofovými syny Kryštofem a Hugoldem museli celé panství prodat.
Samostatné lipovské panství původně tvořilo třináct vesnic, a to Brtníky, Dolní Poustevna, Horní Poustevna, Lipová, Liščí, Lobendava, Mikulášovice, Nová Víska, Severní, Schirgiswalde, Šenov, Vilémov a Wehrsdorf. Vsi Wehrsdorf a Schirgiswalde ležely v Horní Lužici a byly v letech 1571 a 1572 prodány. Ke konci 16. století se stala největší vesnicí Lipová. Střediskem panství pak byl zdejší vrchnostenský dvůr, ke kterému patřily kromě zámku ještě ovčín, dva mlýny, dvě pily a pět rybníků. Podle urbáře z roku 1574 zahrnoval majetek Schleinitzů dalších dvanáct rybníků v Mikulášovicích, Šenově a Lobendavě. Řadu z nich, stejně jako papírnu v Dolní Poustevně, dal založit Hans ze Šlejnic bezprostředně po převzetí panství. V Mikulášovicích dále stála vrchnostenská sladovna se sýpkou a v Dolní Poustevně mlýn s pilou. Na celém panství žilo 398 sedláků a chalupníků s rodinami a další nezapočítaní poddaní. Robotní povinnosti pro každého z nich činily nejméně dvanáct dní ročně. Kromě práce na poli a udržování cest mezi ně patřily takzvané labské fůry, tedy doprava zboží z přístavu v Schandau. Zde vlastnili Schleinitzové dům se sýpkou. Naturální i peněžité daně platili poddaní čtyřikrát do roka, a to na svatou Valburgu (25. února), svatého Jana Křtitele (24. června), svatého Michaela archanděla (29. září) a na Vánoce (25. prosince). Za Schleinitzů stálo na lipovském panství pět kostelů. Kostel svatého Šimona a Judy v Lipové a svatého Martina v Brtníkách byly ještě gotické. Jiří ze Schleinitz nechal vystavět renesanční kostel svatého Jiří v Lobendavě a svatého Mikuláše v Mikulášovicích na místě starších gotických svatostánků. Rovněž renesanční kostel svatého Bartoloměje v Šenově dali postavit místo staršího chrámu Schleinitzové patrně v 80. letech 16. století.

### Kinští (1602–1634)

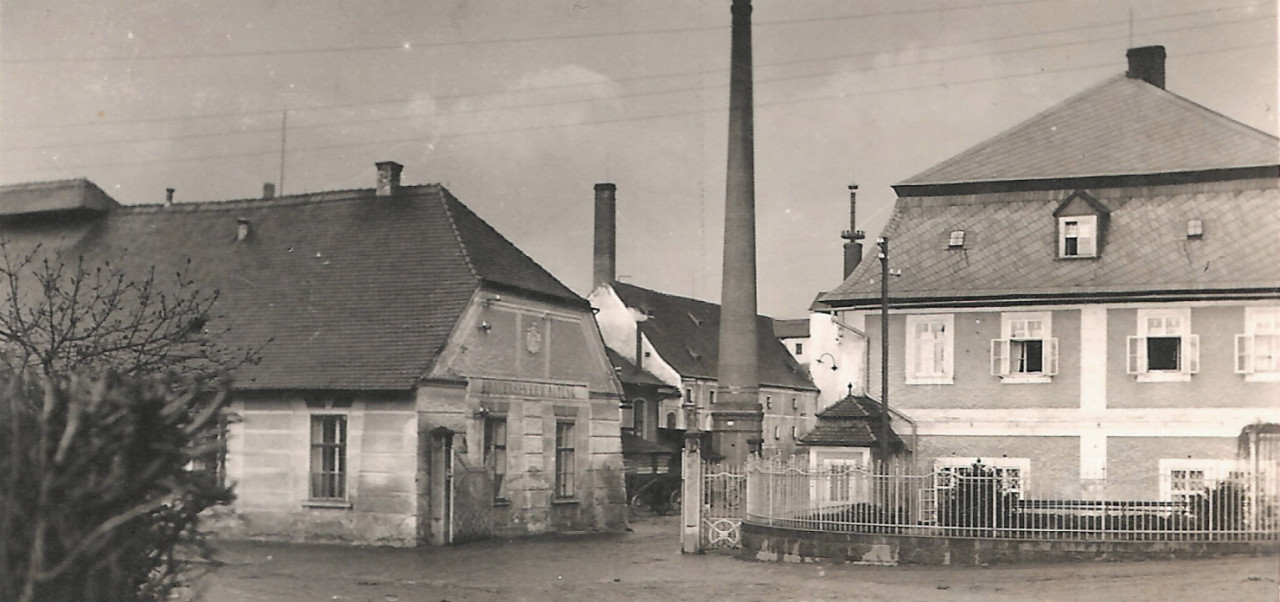
Starý lipovský zámek po přestavbě

Od zadlužených Schleinitzů koupil panství roku 1602 za částku 84 000 kop míšeňských grošů jejich věřitel Radslav starší Kinský (1550–1619), který v té době již vlastnil Teplice a po Lipové přikoupil i Rumburk a Českou Kamenici. V témže roce založil tři nové vesnice, a to Dlouhý Důl, Sněžnou a Vlčí Horu. Období rozvoje lipovského panství pokračovalo i za Kinských. Ve všech vesnicích postupně přibývalo obyvatel a rostl počet domů, a to i přesto, že v průběhu 17. století přišla několikrát morová epidemie. Za Kinských byla patrně v Dolní Poustevně založena tvrz. Poprvé je připomínána roku 1619, v roce 1634 je již zmiňován jen poplužní dvůr. Po smrti Radslava Kinského přešlo panství na jeho synovce Viléma Kinského (1574–1634). Ten se zúčastnil českého stavovského povstání, ale nakonec jej císař Ferdinand II. (1617–1637) omilostnil. Roku 1634 jej však dal tentýž císař za účast na spiknutí s Albrechtem z Valdštejna (1583–1634) v Chebu zavraždit a jeho majetek propadl státu.
Lipovské panství těžce postihla třicetiletá válka. Poprvé se bojovalo v roce 1620, kdy v okolí Lipové řádili vojáci saského kurfiřta. Roku 1628 pověřil třináctý pražský arcibiskup Arnošt Vojtěch z Harrachu (1598–1667) děkana budyšínské kapituly Gregora Kathmanna z Maurugku (1589–1644) rekatolizací panství. Přestože vlivem války postupovala rekatolizace pomalu, odcházelo mnoho sedláků do okolních vesnic v Sasku. Po dalším vpádu saských vojsk v roce 1631 se navíc navrátila část luteránů spolu s pastory. V letech 1632, 1633 a 1634 plenili zdejší vsi saští vojáci a obyvatelé saského příhraničí.

### Mansfeldové (1635–1662)

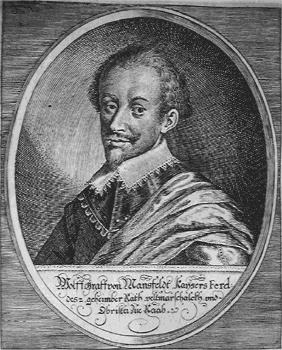
Hrabě Wolfgang z Mansfeldu

Roku 1635 získal panství darem polní maršál hrabě Wolfgang z Mansfeldu (1575–1638), který již od roku 1623 vlastnil šluknovské panství. Za něj a za jeho syna Karla Adama (1629–1662) se tak v letech 1635–1662 obě panství spojila a byla spravována společně. Wolfgang z Mansfeldu zemřel ve Vídni brzy po obdržení panství. Za nezletilého syna Karla Adama proto nejprve obě panství spravoval poručník. Po dosažení zletilosti mladého hraběte povinnosti příliš nezajímaly a většinu času trávil na cestách. Roku 1654 se oženil s patnáctiletou Marií Theresií Ditrichštejnovou (1639–1658). Jejich manželství nebylo příliš šťastné; Karel Adam holdoval alkoholu a svou ženu fyzicky týral. To byl také patrně důvod její předčasné smrti v únoru 1658. Bezprostředně po začátku vyšetřování záhadného úmrtí opustil hrabě svá silně zadlužená severočeská panství. Před spravedlností se skrýval u švédského královského dvora a na svých říšských statcích. Zemřel roku 1662 v Horneburgu u Brém na neštovice.
Hrabě Wolfgang přebíral panství v těžké době třicetileté války. Ta se na zdejším kraji nejvíce podepsala ve 30. a 40. letech 17. století. Nejhorší boje třicetileté války zažilo panství na jaře roku 1637, kdy zde švédské vojsko po tři týdny drancovalo, podpalovalo, znásilňovalo a zabíjelo. Z této doby pochází takzvaný Křtící kámen (německy Taufstein) v Sebnitzském lese u cesty z Mikulášovic do Sebnitz. Švédové ve svém počínání pokračovali v letech 1638, 1639, 1640 a 1642.
Podle inventáře panství z roku 1635 působil při všech pěti kostelích samostatný učitel, který vzdělával děti v duchu luterství. Mansfeldové však byli katolíci, a tak po skončení třicetileté války na převážně protestantském panství pokračovali v rekatolizaci. Od roku 1647 ji měl na starost hejtman Johann Georg Otto. Protože jeho nevybíravé metody vedly k hromadným odchodům poddaných, povolal hrabě Mansfeld dva litoměřické kapucíny Bartolomea a Romualda. Rekatolizaci podpořil i vznik samostatné litoměřické diecéze v roce 1655. V průběhu 60. let 17. století se tak hlásila většina poddaných ke katolické víře. Ti, kteří nebyli ochotni víru změnit, odcházeli do sousedních saských vesnic, zejména do Hinterhermsdorfu, Saupsdorfu, Sebnitz, Neustadtu a Wehrsdorfu.
Podle berní ruly vypracované v letech 1652–1654 nebyla půda na lipovském panství příliš úrodná, poddaní se proto věnovali hlavně pastevectví, těžbě a zpracování dřeva. Chovali především skot a ovce, vepři zmiňováni nejsou. Pěstovali zejména len, dále žito, sladový ječmen a dva druhy ovsa. Chybějící obilí se stále dováželo po Labi do Schandau a dále povozy. Z řemesel bylo nejrozšířenější plátenictví, rula zaznamenala i několik obchodníků. Vlivem války a rekatolizace byla třetina usedlostí opuštěná.

### Slavatové (1662–1696)

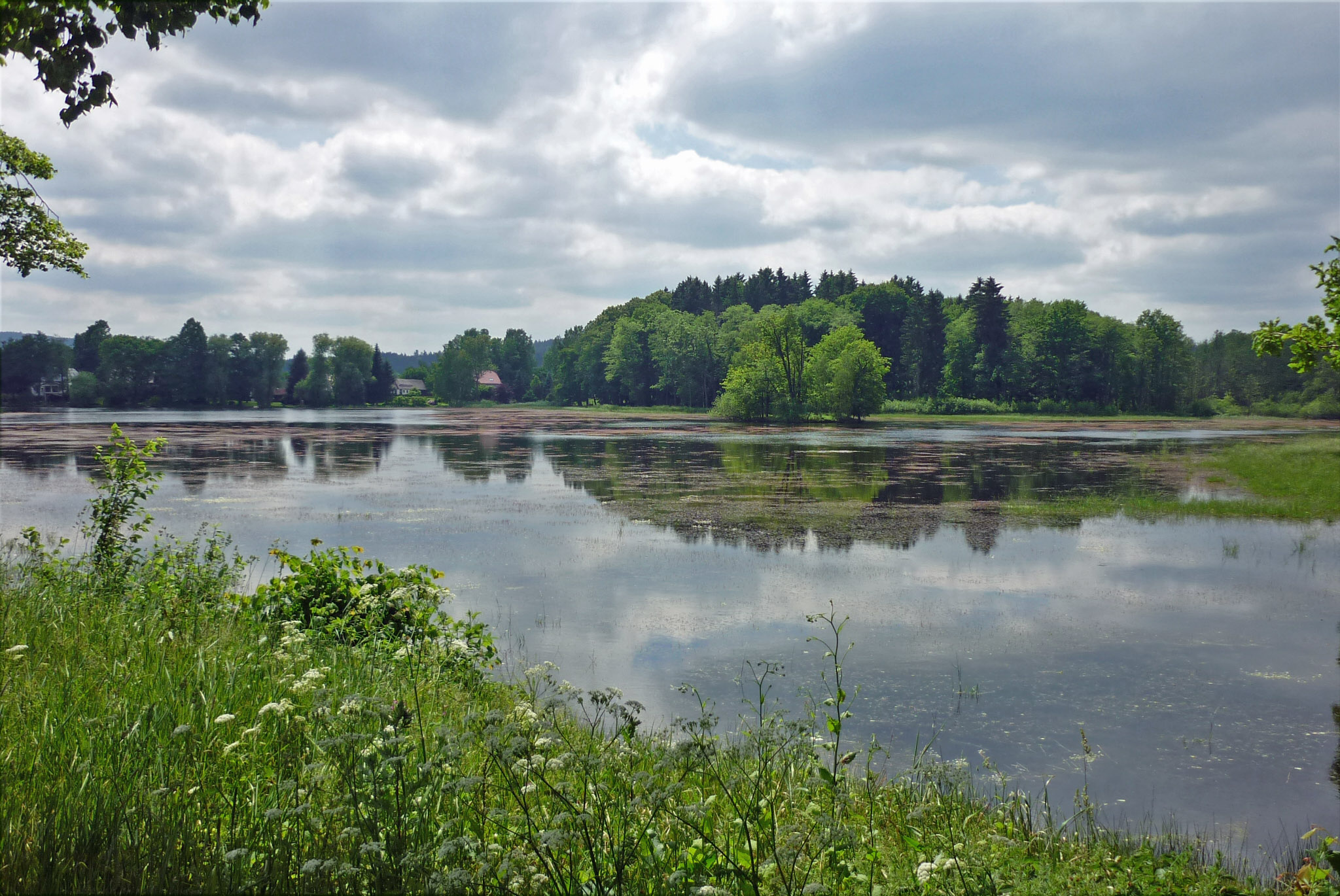
Zámecký (Slavatův) rybník

Karel Adam z Mansfeldu zemřel bez závěti a bez přímých dědiců. Spojená panství Šluknov a Lipová zdědila jeho sestra Sophia Agnes Ditrichštejnová (1619–1677) spolu s Franzem Eusebiem Trautsonem (1642–1728) a Marií Margarethou Slavatovou (1643–1698), dětmi zesnulé sestry Christiny Elisabeth Trautsonové (1621–1648). Dědicové se roku 1663 vypořádali a panství Lipová přešlo do vlastnictví Marie Margarethy a jejího manžela Jana Jiřího Slavaty z Chlumu a Košumberka (1634/37–1689). Sýpka nedaleko přístavu v Schandau patřila napůl k Šluknovu a napůl k Lipové. Jan Jiří se rázně ujal správy panství a jako zapřisáhlý katolík se vypořádal s posledními protestanty. Po většinu času však vykonával vrchnostenské povinnosti na dálku skrze hejtmana usazeného v Lipové. Roku 1668 se Mikulášovičtí pokusili neúspěšně získat pro svou vesnici povýšení na městys. V letech 1675–1677 dal hrabě v Lipové vybudovat více než desetihektarový rybník, nazývaný podle něj Slavatův, později Zámecký. Již za Mansfeldů vyvolalo chladné podnebí rozsáhlý hladomor, který sužoval panství v letech 1655–1665 a znovu 1687–1698. Roku 1681 postihla navíc poddané morová epidemie. Po smrti hraběte Jana Jiřího financovala ovdovělá Marie Margaretha výstavbu nového kostela v Lipové v letech 1691–1695 a přestavbu mikulášovického kostela v letech 1694–1695. Obě stavby vedl neustadtský stavitel Balthasar Hille.

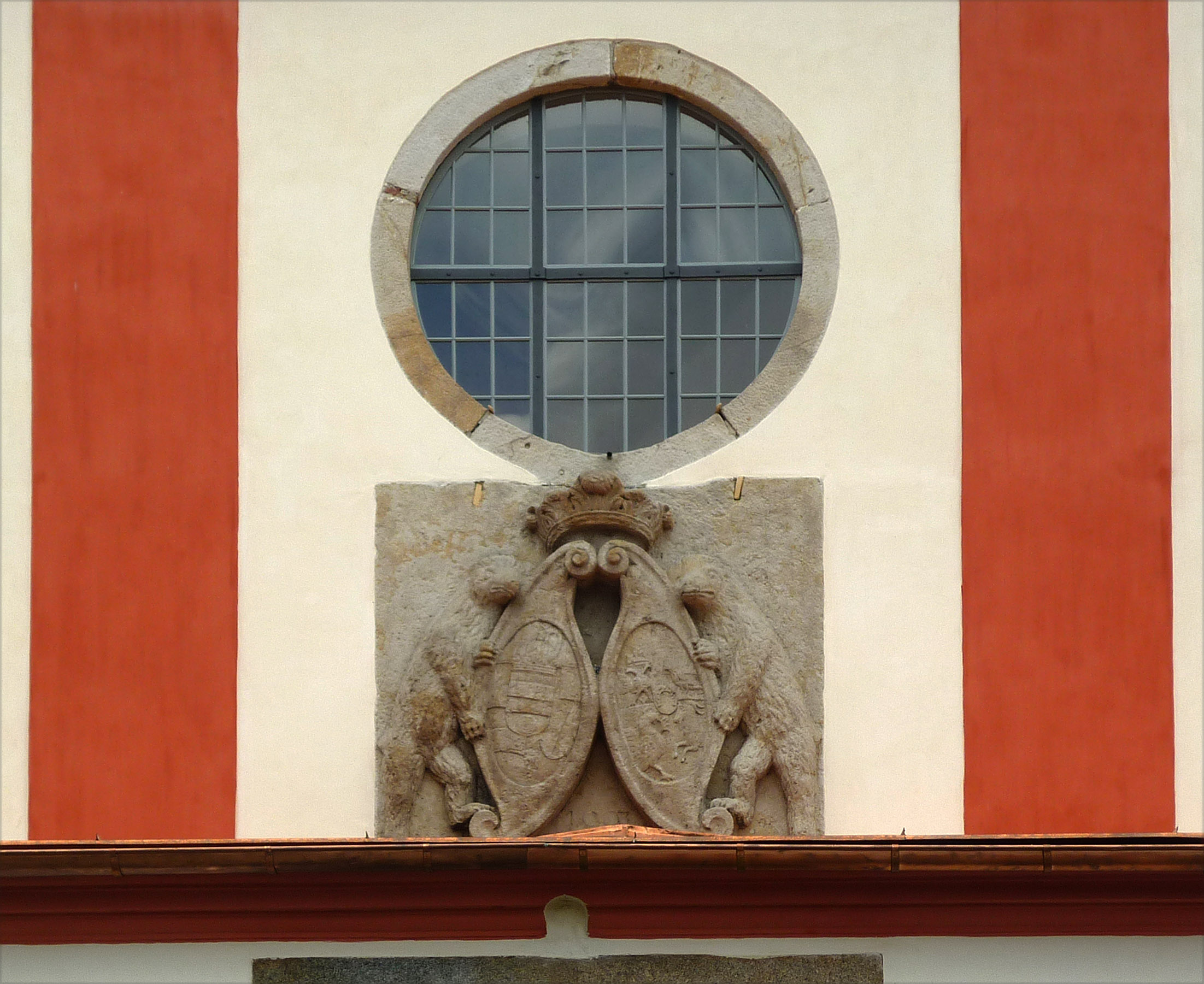
Alianční erb Slavatů a Trautsonů na průčelí lipovského kostela

Brzy po převzetí panství začala nová vrchnost svým poddaným zvyšovat robotní povinnosti, které se doposud řídily podle urbáře z roku 1574. Zvyšování robotních povinností, nepříznivé podnebí spojené s hladomorem, nedostatečný zájem o panství ze strany vrchnosti a nespokojenost s vrchnostenskými správci (zejména s lipovským hejtmanem a šenovským šafářem) vyústily v roce 1680 v selské povstání. Na konci března se brtničtí sedláci pohádali se svým rychtářem, tentýž den se v sousedních Mikulášovicích srotili před kostelem další nespokojení sedláci vedení konšelem Georgem Rösslerem, zvaným „křivý Rössler“. Lipovský hejtman Elias Karl Schwarz von Schwarzenfeld se snažil rozlícený dav marně uklidnit. K vzbouřencům z Mikulášovic a Brtníků se 2. dubna připojili další z Lobendavy, Vilémova a nedobrovolně i sedláci ze Severního. Téhož dne sepsali petici s třiceti body. Mimo jiné požadovali úplné zrušení nevolnictví a poddanství, omezení povinnosti dřevních, senných a takzvaných labských fůr či zrušení povinné dvouleté služby pro vrchnost, která byla podmínkou pro získání povolení k sňatku. Následujícího dne táhly davy nespokojených poddaných do Lipové, kde museli všichni u zapíchnutého kůlu přísahat věrnost vůdcům povstání. Rychtáři, kteří odmítli, byli předvedeni nedobrovolně. Hejtman panství musel 4. dubna na zámku přijmout zástupce vzbouřenců, kteří požadovali vydání urbáře z roku 1574 a hrozili obsazením zámku. Dav vzbouřenců, čítající na 1 500 osob, se v poklidu rozešel poté, co odjeli do Prahy zástupci rebelantů s peticí. Ti dorazili na místo kolem 10. dubna a nesetkali se u hraběte Slavaty s kladným přijetím. Dva zástupce dal ihned uvěznit a dva poslal zpět proto, aby zklidnili ostatní vzbouřené poddané. Částečně se jim to podařilo, pouze Mikulášovičtí odmítli jakkoliv ustoupit. Klid přinesla až císařská vyšetřovací komise doprovázená vojskem, která dorazila do Lipové 28. dubna. Hlavní strůjce povstání nechala ihned pozatýkat a již 2. května byly vyneseny rozsudky: brtnický Hans Engelmann byl sťat a jeho vystavené rozčtvrcené tělo mělo mít odstrašující příklad, mikulášovický Georg Rössler byl oběšen. Další povstalci skončili ve vězení nebo si museli trest odpracovat. V červenci téhož roku však hrabě všechny odsouzené podmínečně omilostnil.

### Salm-Reifferscheidtové (1696–1850)

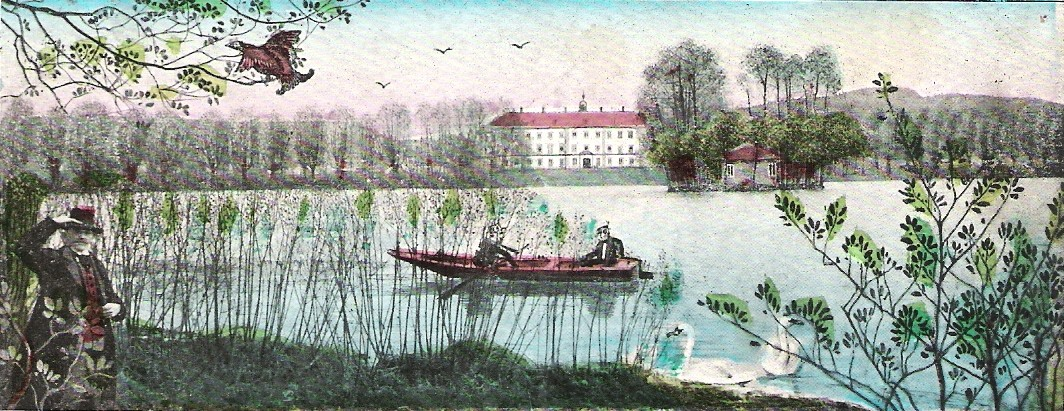
Nový lipovský zámek na historické pohlednici

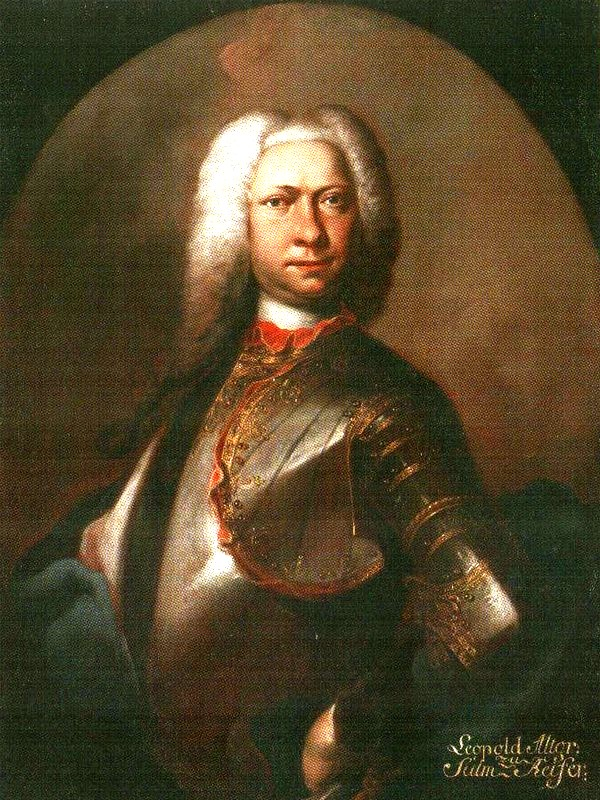
Leopold Antonín ze Salm-Reifferscheidtu

Ovdovělá hraběnka Marie Margaretha Slavatová v roce 1696 prodala celé panství za částku 220 000 zlatých své dceři Marii Anežce (1674–1718), provdané za starohraběte Františka Viléma ze Salm-Reifferscheidtu (1672–1734). Hraběcí pár sídlil převážně ve Vídni, a tak neměl na správu a rozvoj nepříliš prosperujícího panství dostatek času. Za jejich života začalo postupné omezování poplužních dvorů a objevil se i pokus o pěstování chmele. Po vzoru své matky se Marie Anežka rozhodla pro vybudování nových kostelů, které nahradily své již nevyhovující středověké předchůdce. Na její objednávku tak v letech 1709–1712 postavil Zacharias Hoffmann (1678–1754) nový kostel v Lobendavě a v letech 1709–1717 také kostel s farou v Brtníkách.
Když Marie Anežka v roce 1718 zemřela, odkázala panství svým dětem. Polovinu dostal syn Leopold Antonín ze Salm-Reifferscheidtu (1699–1769), druhou polovinu si mezi sebe rozdělili jeho sourozenci. Starohrabě Leopold se staral o lipovské panství sám a své sourozence postupně vyplatil. Na rozdíl od svých předchůdců sídlil přímo v Lipové a založil tak samostatnou rodovou lini Salm-Reifferscheidt-Hainspach. Leopold značně podporoval hospodářský rozvoj. Po roce 1748 založil deset řemeslnických cechů a postupně zrušil poplužní dvory, které nebyly příliš výnosné. Vrchnostenské statky pak rozparceloval a pronajímal domkářům. Velmi výrazná byla Leopoldova stavební a zakladatelská činnost. Podle přání své zesnulé matky dal v Lipové postavit špitál, z vlastní iniciativy pak i novou faru a v letech 1737–1739 barokní zámek. K dalším významnějším stavbám patří kostel Nanebevzetí Panny Marie ve Vilémově či kostel svatého Mikuláše v Mikulášovicích. Většinu staveb pro něj prováděl jeho dvorní stavitel a osobní přítel Zacharias Hoffmann, který se již osvědčil ve službách jeho matky.
Po Leopoldově smrti převzal panství Jan František Václav ze Salm-Reifferscheidtu (1747–1802), prvorozený syn z třetího manželství s Marií Karolínou z Ditrichštejna (1722–1790). Ten zdědil po otci mimo jiné i lásku ke zdejšímu kraji. U Brtníků dal postavit lovecký zámeček Šternberk, kde se pro urozené hosty pořádaly rozličné slavnosti a kratochvíle, o nedělích pak i setkání s poddanými. Na Anenském vrchu (420 m n. m.) u Lobendavy vybudoval v letech 1775–1777 novou barokní kapli svaté Anny. Podle výnosu císařovny Marie Terezie (1740–1780) proběhlo roku 1771 na celém panství číslování domů. V průběhu roku 1775 došlo postupně na několika místech panství k nepokojům sedláků, ne však v takové míře, jako na jiných místech v zemi.

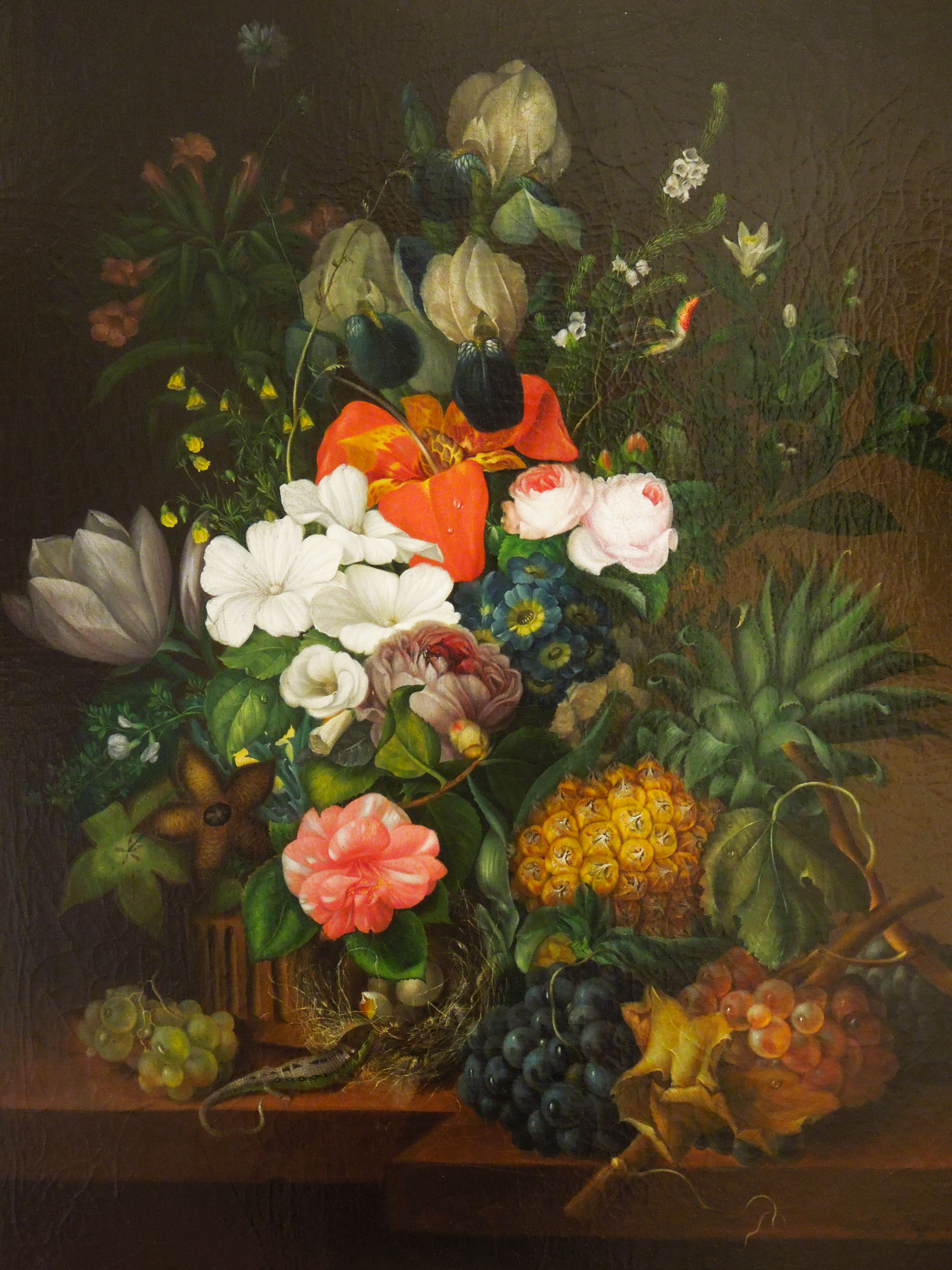
Zátiší s ještěrkou a ovocem od Johany ze Salm-Reifferscheidtu

Jan František Václav ve své poslední vůli odkázal lipovské panství nejstaršímu synovi Františku Vincentovi (1774–1842). Při převzetí majetku byla jeho celková hodnota odhadnuta na 600 000 zlatých. Spolu se svou manželkou Johanou, rozenou Pachtovou z Rájova (1780–1857) proslul svou dobročinností a péčí o chudé. Krom toho financovali opravy kostelů, výstavbu nových silnic a také vybudování nové obory u Lipové. Hraběnka vešla ve známost jako nadaná malířka. Jejich manželství zůstalo bezdětné, proto po Františkově náhlé smrti způsobené mrtvicí zdědil panství jeho mladší bratr Jan ze Salm-Reifferscheidtu (1780–1847). Ten se musel nedlouho po převzetí panství vypořádat s následky ničivého požáru, který zasáhl Mikulášovice 20. září 1842 a při kterém shořela velká část středu vsi. Hrabě se finančně podílel na obnově a budova bývalé fary (čp. 10) nese ve štítu jeho erb. Posledním držitelem panství byl Janův syn František (1819–1887), původně voják, později poslanec zemského sněmu za Stranu konzervativního velkostatku.
V průběhu 18. století založili Salm-Reifferscheidtové na svém panství množství nových sídel, která však povětšinou nenabyla většího významu. Za hraběnky Marie Anežky vznikly Mikulášovičky (1712), Salmov (1714) a Staré Hraběcí (1715). Její syn Leopold Antonín založil Leopoldku s Malým Šenovem (1720), Tomášov (1735), Janovku (1755), Karlín (1755) a patrně i Dolinu (první polovina 18. století). Pravděpodobně ve druhé polovině 18. století vznikly Ludvíkovičky.

### Velkostatek Lipová
Jedním z výsledků revoluce 1848–1849 bylo i zrušení vrchnostenské správy. Zaniklá panství od 1. února 1850 nahradila soustava politických a soudních okresů. Namísto panství Lipová vznikl v téměř totožných hranicích soudní okres Lipová (mimo vsi Vlčí Hora, Sněžná a Dlouhý Důl), který se stal součástí politického okresu Šluknov. Ze samostatného majetku Salm-Reifferscheidtů byl vytvořen velkostatek Lipová. Po smrti bezdětného Františka Josefa ze Salm-Reifferscheidtu v roce 1887 jej zdědil jeho rovněž bezdětný bratr Alois Josef ze Salm-Reifferscheidtu (1820–1889), kterým tak roku 1889 lipovská větev rodu Salm-Reifferscheidt-Hainspach vymřela po meči. Majetek zdědila jeho sestra Johana Thun-Hohensteinová (1827–1892), jejíž syn Josef Osvald (1849–1913) užíval od roku 1897 titul „hrabě z Thun-Hohenstein-Salm-Reifferscheidtu“. V rámci pozemkové reformy získal lipovský velkostatek roku 1924 pražský advokát JUDr. Josef Růžička (1889–1942).

## Šlechtická sídla
- Starý zámek v Lipové – vznik kolem roku 1566, v letech 1740–1742 přestavba na pivovar a provozní budovy
- Nový zámek v Lipové – výstavba v letech 1737–1739, poté hlavní sídlo majitelů panství
- Šternberk u Brtníků – lovecký zámeček postavený roku 1772
- Tvrz v Dolní Poustevně – doba vzniku není známá, zanikla v první polovině 17. století

## Majitelé panství
Letopočty v následujícím přehledu udávají začátek vlastnictví panství.
- 1566 – Hans ze Šlejnic († 1595)
- 1571 – Abraham († 1595), Kryštof († 1601) a Hanshugold ze Šlejnic, po Kryštofově smrti jeho synové Kryštof a Hugold
- 1602 – Radslav Kinský starší (1550–1619)
- 1619 – Vilém Kinský (1574–1634)
- 1635 – Wolfgang z Mansfeldu (1575–1638)
- 1638 – Karel Adam z Mansfeldu (1629–1662)
- 1662 – Sophia Agnes Ditrichštejnová (1619–1677), František Eusebius z Trautsonu (1642–1728) a Marie Markéta Slavatová (1643–1698)
- 1663 – Marie Markéta Slavatová (1643–1698)
- 1696 – Marie Anežka ze Salm-Reifferscheidtu (1674–1718)
- 1718 – Leopold Antonín ze Salm-Reifferscheidtu (1699–1769), do 30. let 18. století jako spoluvlastníci jeho sourozenci
- 1769 – Jan František Václav ze Salm-Reifferscheidtu (1747–1802)
- 1802 – František Vincent ze Salm-Reifferscheidtu (1774–1842)
- 1842 – Jan ze Salm-Reifferscheidtu (1780–1847)
- 1847 – František Josef ze Salm-Reifferscheidtu (1819–1887)

## Galerie

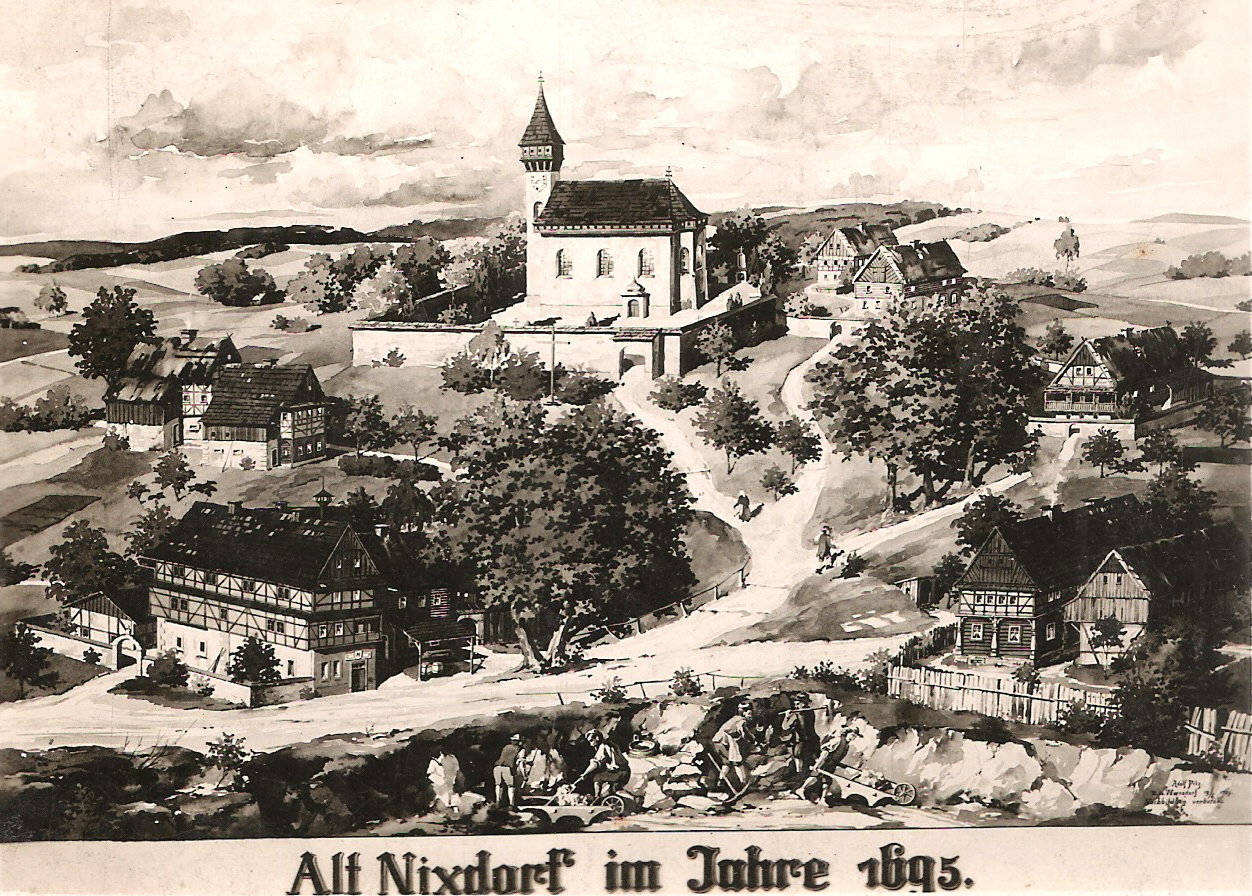
Idealizovaný pohled na mikulášovický kostel po přestavbě z let 1694–1695
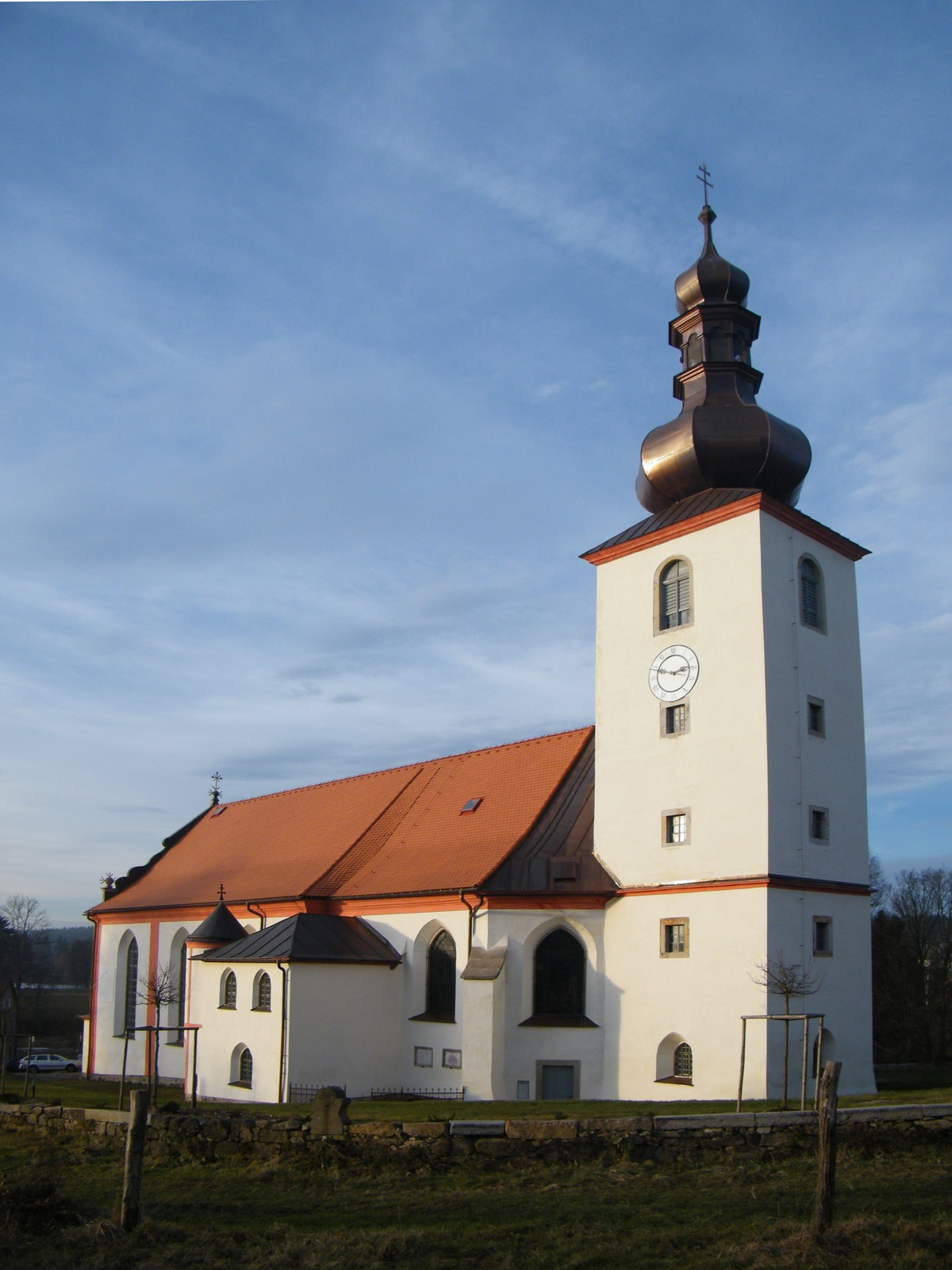
Lipovský kostel postavený v letech 1691–1695
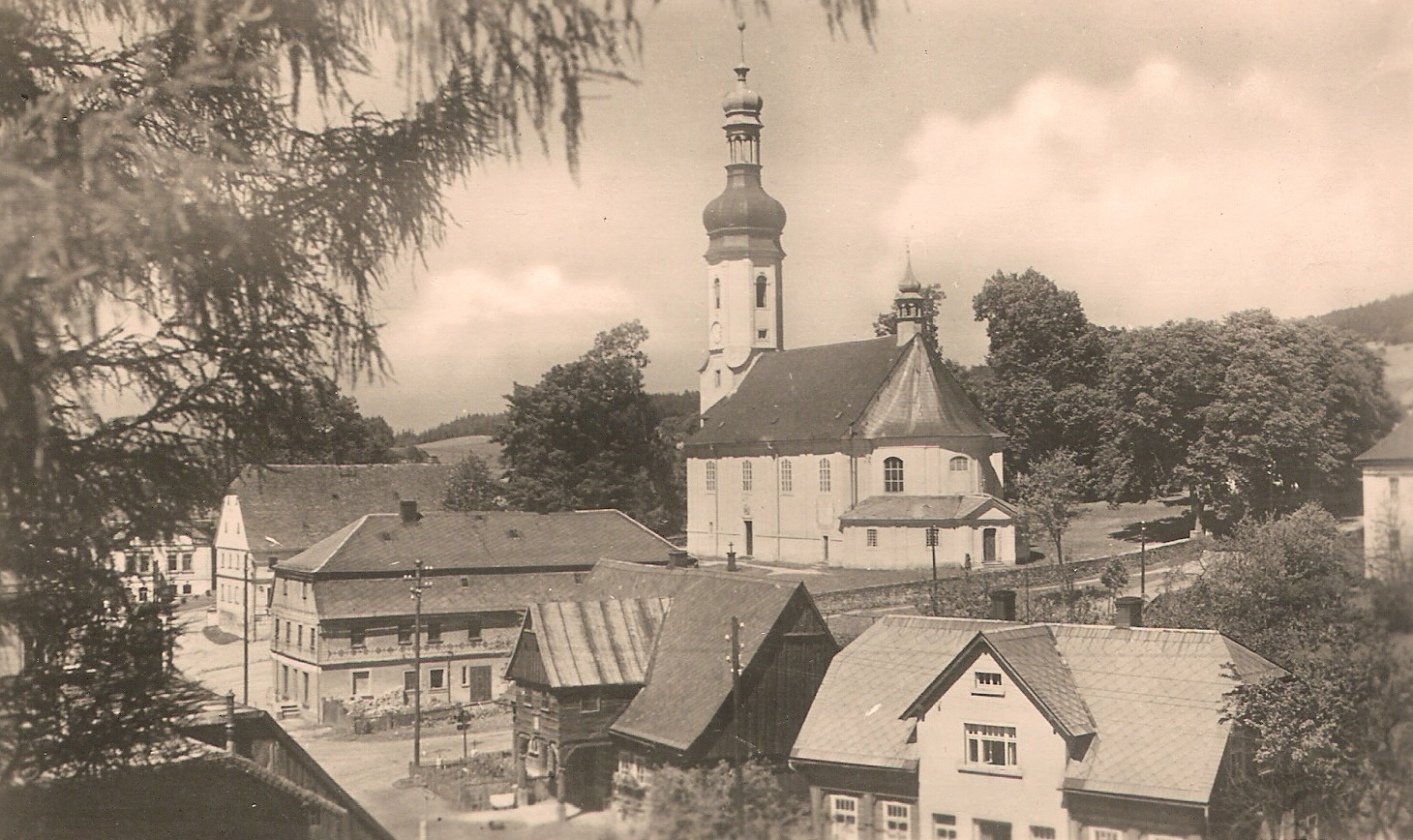
Brtnický kostel z let 1709–1717
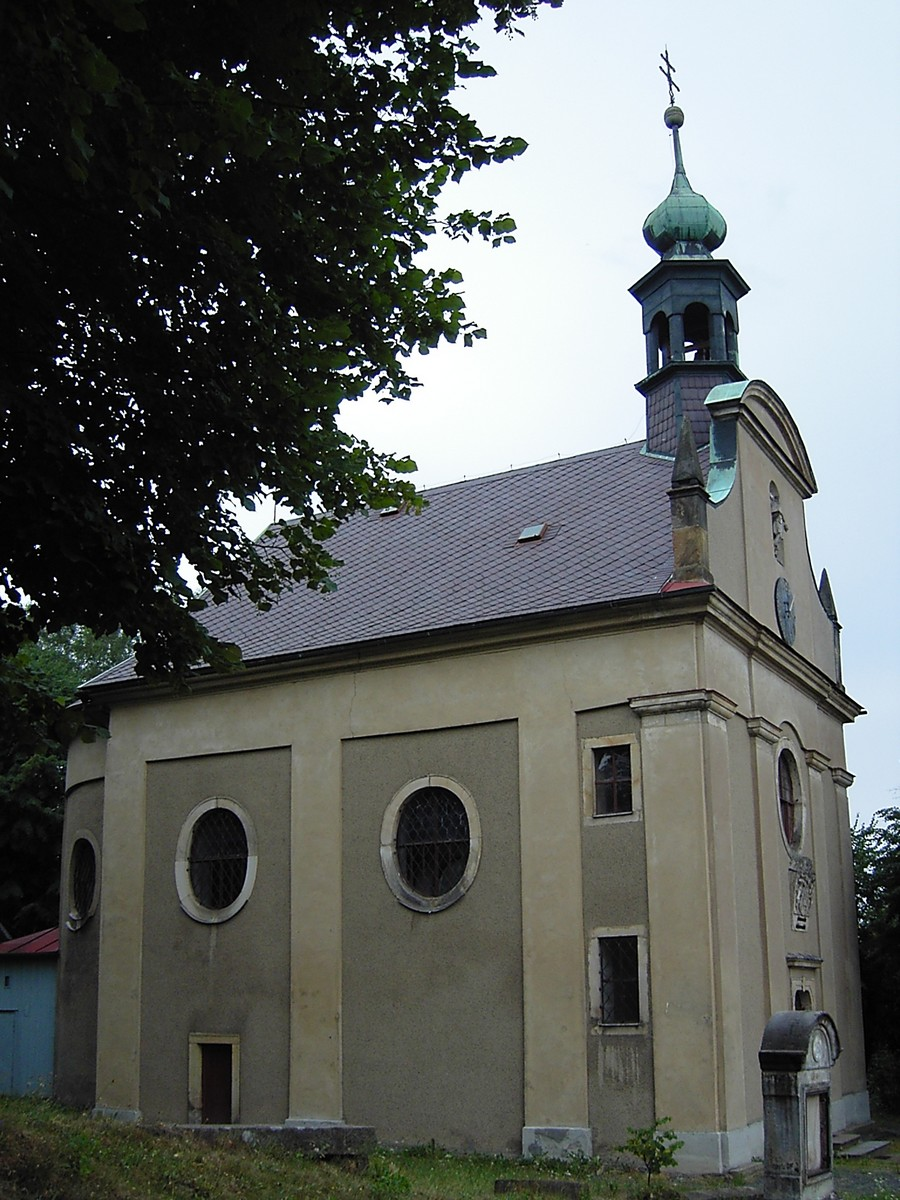
Vilémovský kostel z let 1728–1731
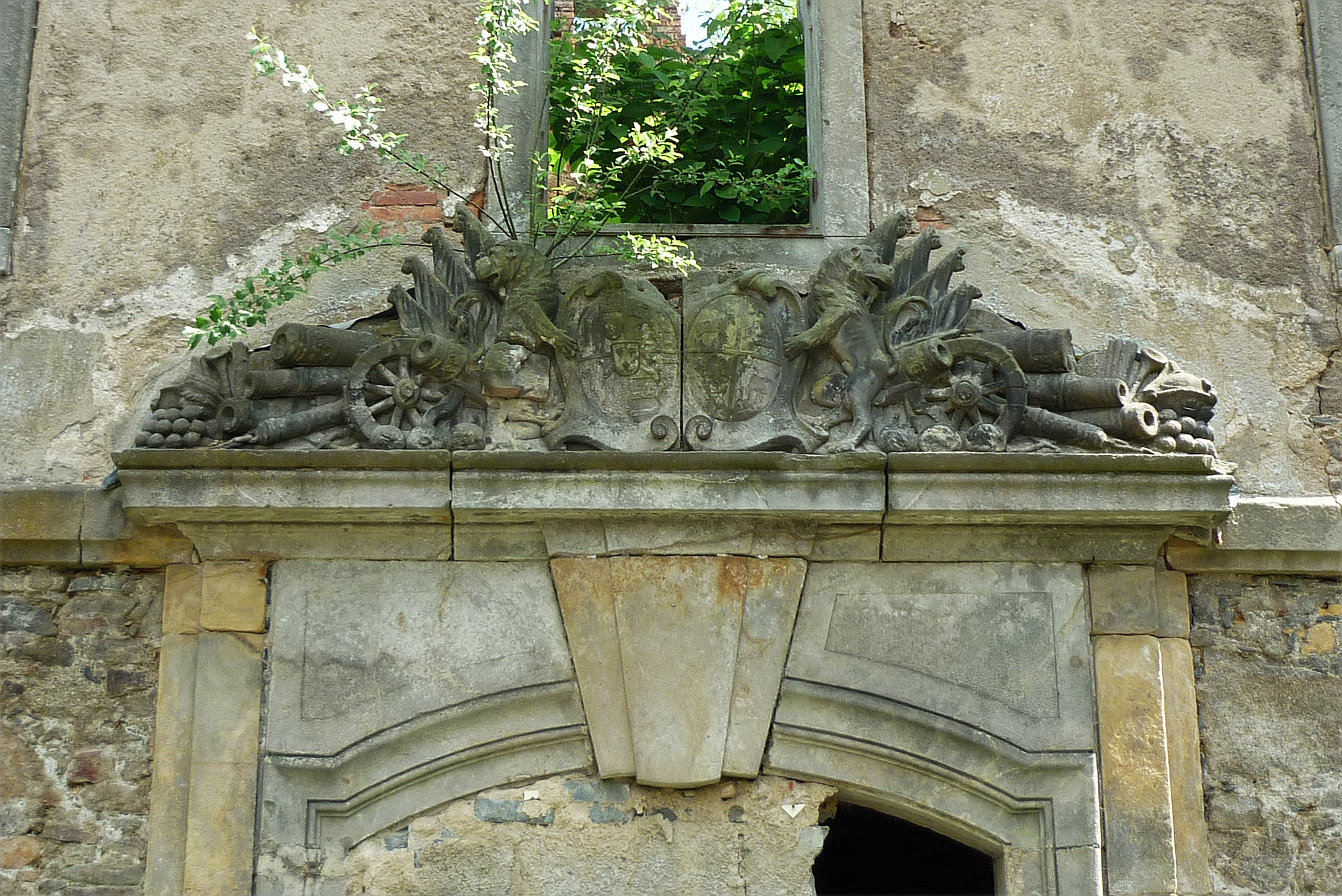
Alianční erb na průčelí lipovského zámku
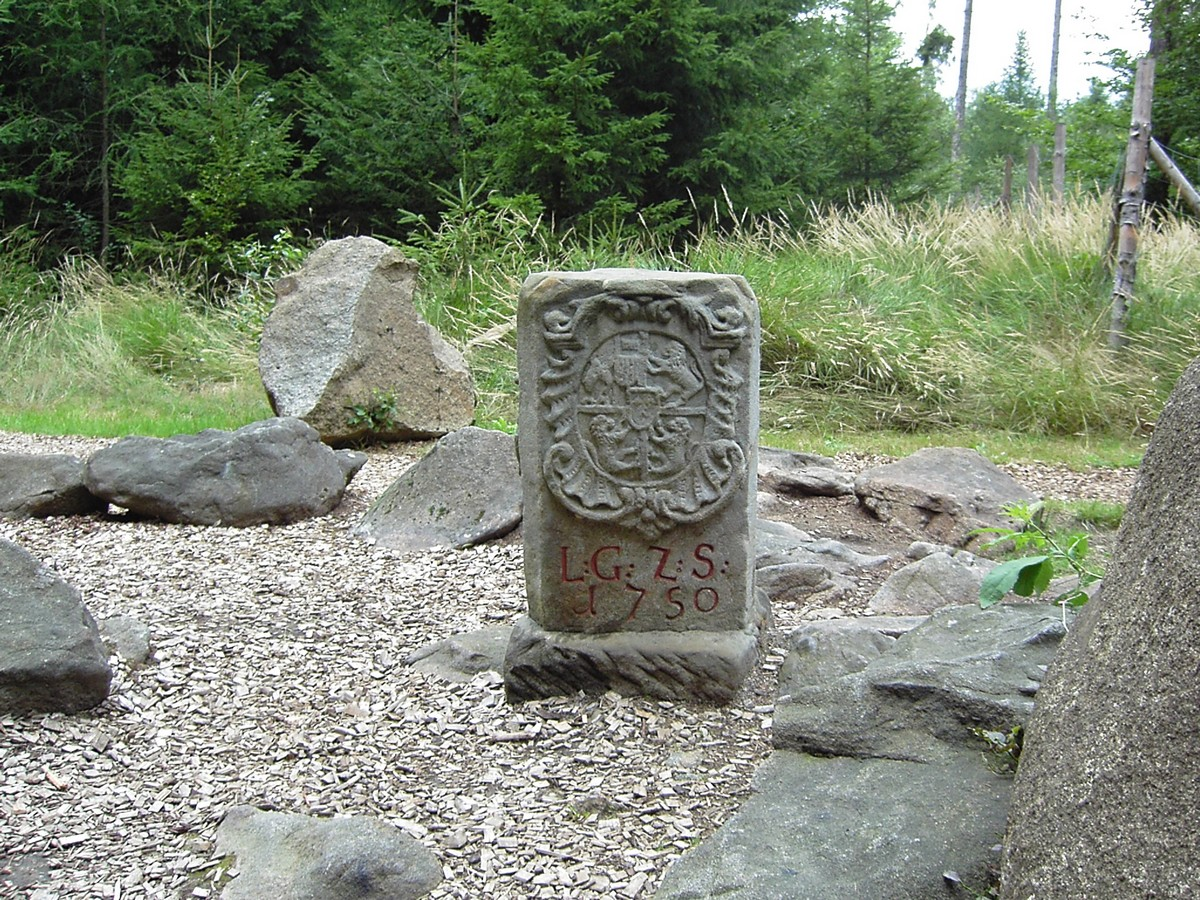
Salmovský erb na Třípanském kameni
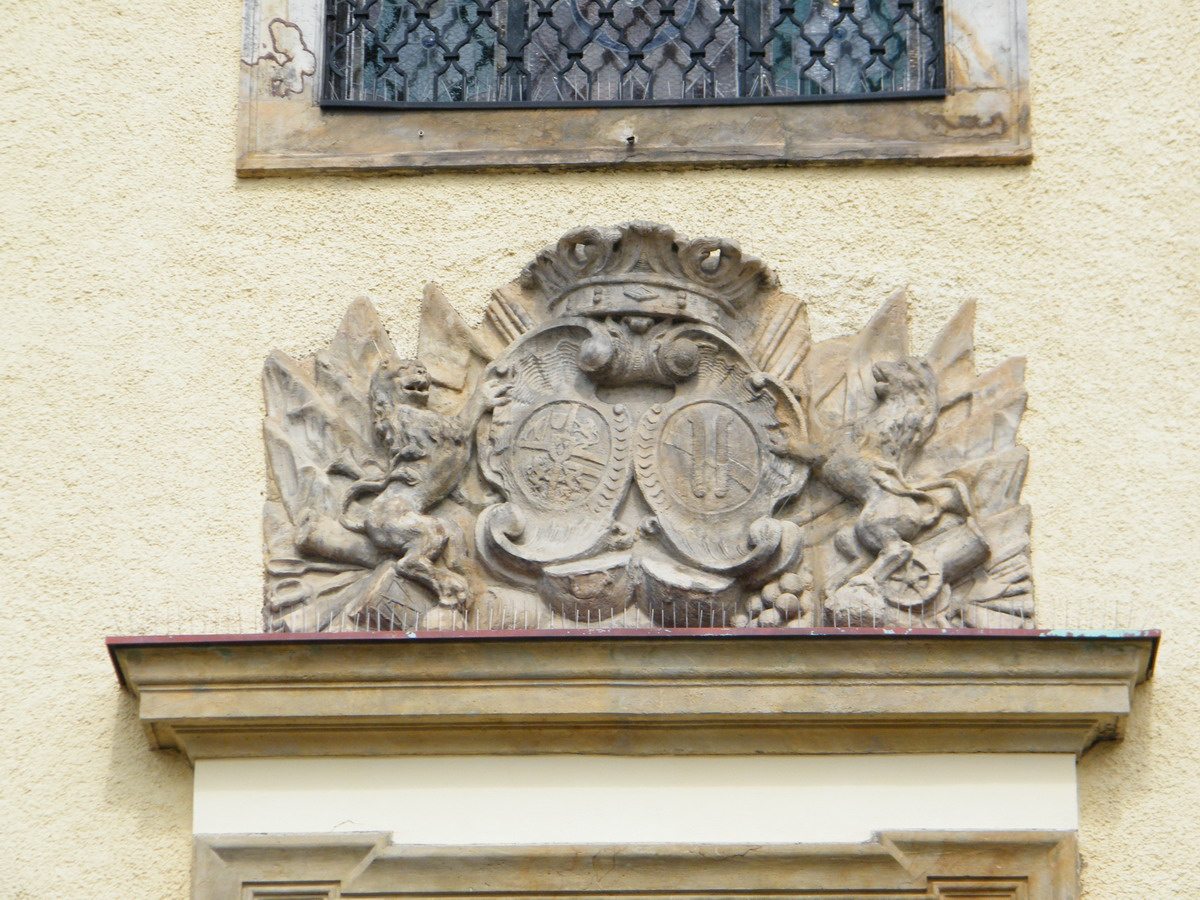
Alianční erb na průčelí mikulášovického kostela
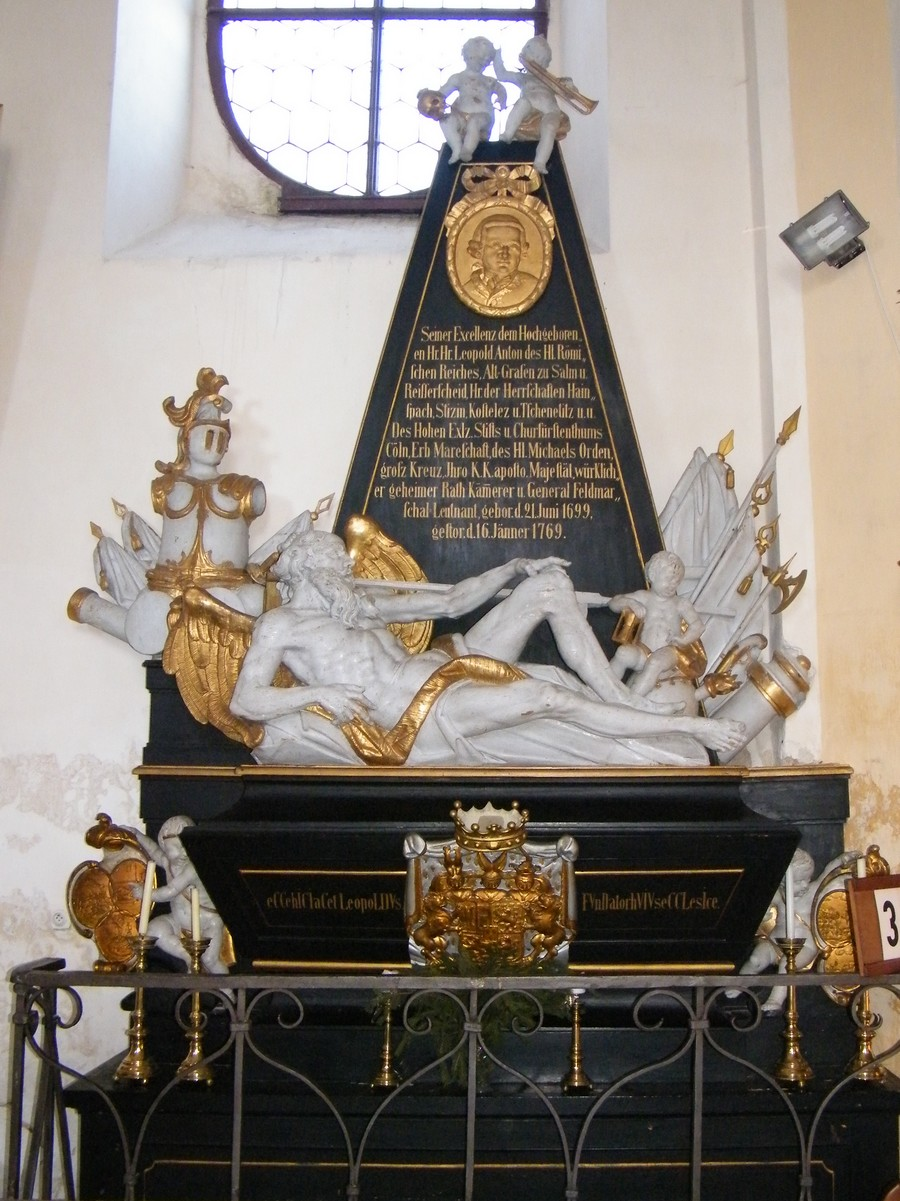
Náhrobek Leopolda Antonína ze Salm-Reifferscheidtu
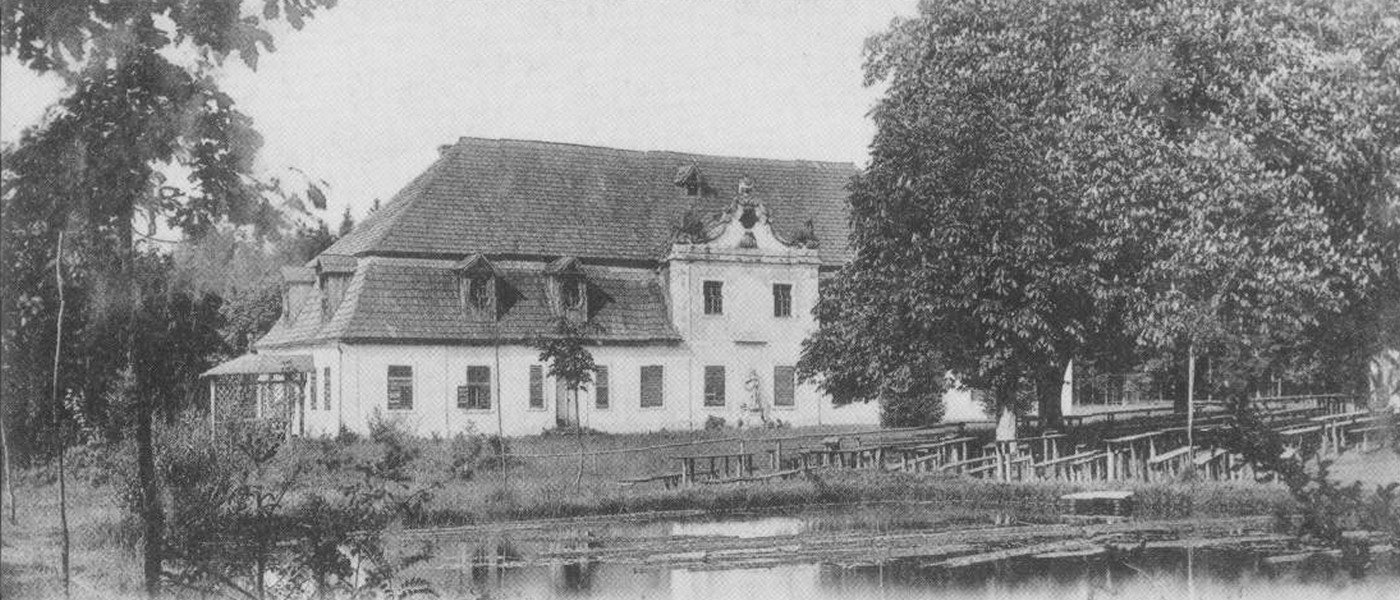
Lovecký zámeček Šternberk
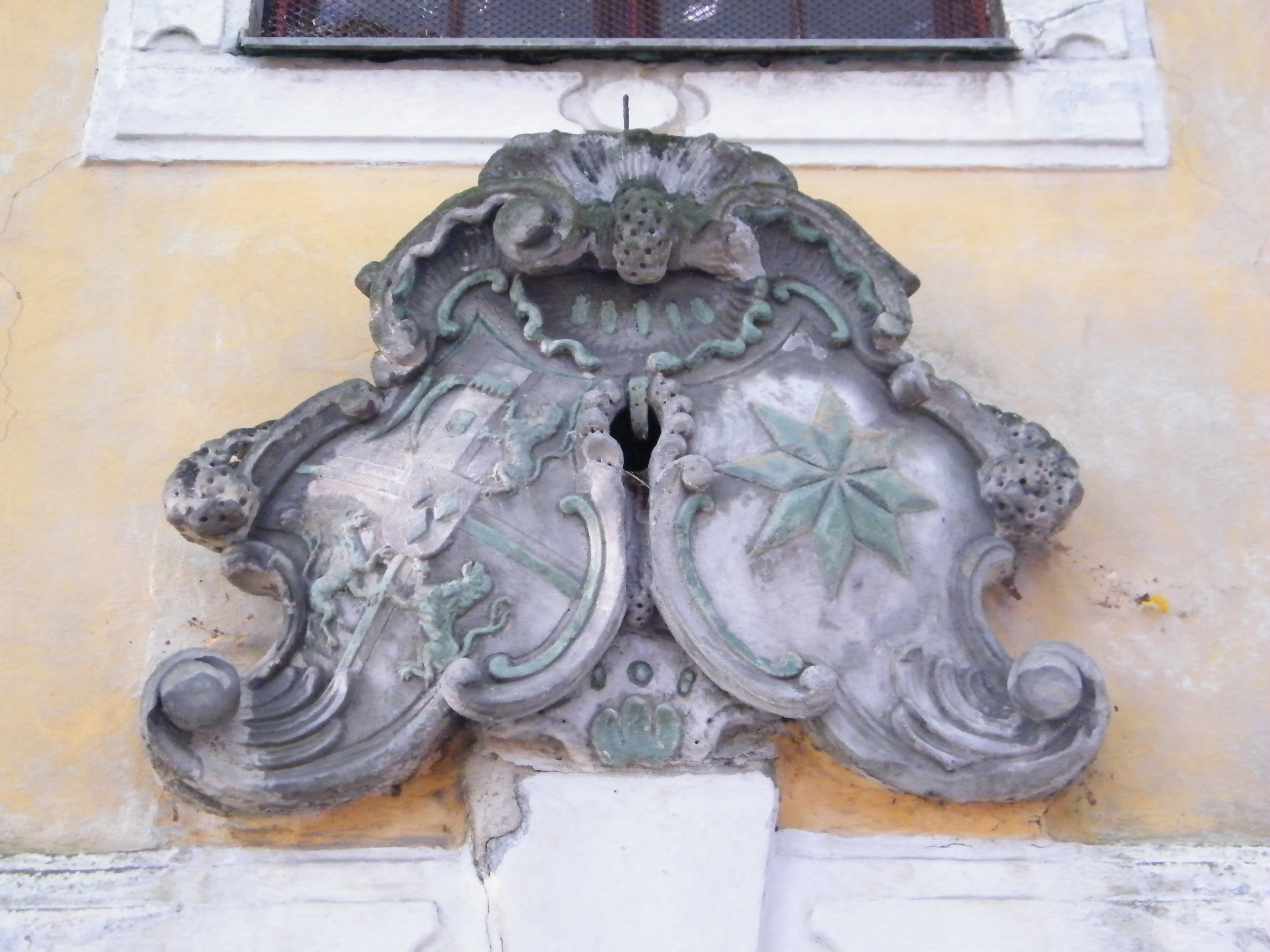
Alianční erb na průčelí anenské kaple